# Liste der Kulturdenkmäler in Ettinghausen
In der Liste der Kulturdenkmäler in Ettinghausen sind alle Kulturdenkmäler der rheinland-pfälzischen Ortsgemeinde Ettinghausen aufgeführt. Grundlage ist die Denkmalliste des Landes Rheinland-Pfalz (Stand: 21. Dezember 2021).

## Einzeldenkmäler
| Bezeichnung      | Lage                                    | Baujahr         | Beschreibung                                            | Bild                           |
| ---------------- | --------------------------------------- | --------------- | ------------------------------------------------------- | ------------------------------ |
| Heiligenhäuschen | östlich des Ortes; Flur Heckelchen Lage | 19. Jahrhundert | giebelförmiger Mauerblock, wohl aus dem 19. Jahrhundert | weitere Bilder Fotos hochladen |